# Francisco Lainz
Francisco de Sales José Ignacio Lainz y Gallo (Santander, 26 de julio de 1924 - Santander, 8 de abril de 2002) fue un editor y político español.

## Biografía
Nació en Santander en el seno de una familia acomodada. Su padre, Manuel Lainz y Ribalaygua (apodado por algunos como "San Manuel" en referencia a su gran popularidad) era un importante empresario industrial y filántropo, uno de los hombres más acaudalados del norte de España, dueño de la tabacalera Jean y de los grandes almacenes Lainz. Su abuelo, Manuel Lainz y Ruiz del Pumar era un hidalgo oriundo de Ajo, que llegaría a ser alcalde de Santander durante el último año de la dictadura de Primo de Rivera. Era también hermano de Manuel Lainz.
Lainz fue un importante empresario de Santander y gran emprendedor. Presidente de la empresa editora de la publicación cántabra, El Diario Montañes, ayudó en los años 1970 a superar las dificultades económicas que atravesaba la entidad. En el ámbito político, fue miembro cofundador de la Unión de Centro Democrático (UCD) en Cantabria, con la que fue elegido diputado al Congreso en la Legislatura Constituyente (1977-1979), firmando la Constitución Española de 1978, donde destacó como miembro de la Diputación Permanente.
En el ámbito empresarial, acrecentó y desarrolló las empresas familiares. Siendo fabricantes del papel de fumar Jean, Laínz heredó las riendas de la fábrica de tabacos Jean S.A. Fue además propietario junto a sus hermanos de los grandes almacenes Laínz, que durante toda su existencia fueron los almacenes de referencia en Santander y Torrelavega, siendo siempre avanzados en los productos que se vendían dada la visión de futuro de Francisco Laínz. La empresa familiar la componían también otras industrias, papeleras, imprenta, socios de la editorial Rollán, tiendas de mobiliario de oficina, de informática, etc.
Dada su visión de futuro anteriormente mencionada, abrió el primer concesionario de ordenadores personales Apple e IBM, además de las consolas Spectrum, Commodore y otras marcas de los inicios de la informática, apostando fuertemente por Apple Computers cuando aún era desconocido.
Se casó con María Soledad Fernández-Fontecha y Saro, hermana de Marino Fernández-Fontecha, con quien tuvo 10 hijos, siendo conocido como un gran hombre de familia.
Fue además fundador de la Asociación de Cantabria en Castilla (ACECA), contraria a la autonomía de Cantabria. Según su visión como empresario, permanecer unidos a una región más fuerte haría que Cantabria tierra tuviese más poder de negociación con el gobierno central, conservando además los privilegios de ser la salida al mar de una región más grande (el mar de Castilla, como se denominaba a la región).